# Commanderie du Chambon (Haute-Loire)
Pour l’article homonyme, voir Commanderie du Chambon en Charente.

## Description géographique
La commanderie du Chambon était située sur la commune de Cohade dans le département de la Haute-Loire et la région Auvergne.
Lorsqu'on consulte une carte de Cassini, la commanderie est simplement marquée « St.-Jean » au nord de Saint-Ferréol de Cohade.

## État
Il ne reste plus aucun vestiges de la commanderie et de ses dépendances. La toponymie garde cependant la mémoire du bâtiment.

## Histoire
Fondée à Cohade, les Templiers se sont installés à Brioude, sur un important axe routier, avant 1227. Une transaction de cette année-là, passée entre ces religieux et le chapitre, reconnaît qu'ils jouiront paisiblement de ce qu'ils détiennent en la ville et territoire de Brioude, qu'ils pourront aussi édifier une chapelle et avoir un cimetière au Chambon.
Son église, dédiée à Jean le Baptiste et à Saint Georges, sera édifiée, avec l'autorisation du chapitre de Saint-Julien de Brioude, en février 1227. On est alors dans le diocèse de Clermont. 
La commanderie du Chambon passe en 1313 aux Hospitaliers et devient, lors de la réorganisation des commanderies de l'ordre de Saint-Jean de Jérusalem, une dépendance de la commanderie de Courteserre vers Courpière. En 1317, le Brivadois intègre le nouveau diocèse de Saint-Flour. Ce n'est qu'après la Révolution française que cette région est rattachée au diocèse du Puy-en-Velay.
La maison de Sainte-Bonnette (1277) citée en 1317 sous le nom « Maison du Temple ou Hôpital de Brioude » est également dévolue aux Hospitaliers et devient alors membre de la commanderie de Montchamp (Cantal) où réside son commandeur.

## Possessions
Pour la période templière, les Templiers du Chambon possédaient entre autres des biens à Brioude (maison Sainte-Bonnette), à Saint-Ferréol de Cohade et à Saint-Germain-Lembron  tels que mentionnés en février 1228 dans un accord avec le chapitre Saint-Julien de Brioude.